# 安藤真理子
安藤 真理子（あんどう まりこ、1960年11月18日 - ）は、日本の政治家。茨城県土浦市長（2期）。元茨城県議会議員（2期）、元土浦市議会議員（2期）。

## 来歴
茨城県土浦市桜町出身。父親は土浦市議会議員を務めた井坂信之。土浦市立土浦第二小学校、土浦市立土浦第一中学校、茨城県立土浦第二高等学校卒業。1982年（昭和57年）3月、成城短期大学教養学部英語専攻科卒業。同年4月、日産自動車に就職。本社経理部で税務を担当する。1985年（昭和60年）、財団法人国際科学技術博覧会に勤務。1986年（昭和61年）、大京に入社し秘書室に配属される。
1999年（平成11年）、つくばケアサービス有限会社を設立。2006年（平成18年）、高齢者介護施設と託児所を開所。
2007年（平成19年）、土浦市議会議員に初当選。
2014年（平成26年）12月に行われた茨城県議会議員選挙の土浦市選挙区（定数3）に無所属で立候補し、順位3位で初当選。民主党公認の女性新人候補は次点で落選した。2018年（平成30年）の県議選は自由民主党公認で立候補し再選。
2019年（令和元年）10月11日、任期満了に伴う土浦市長選挙に立候補する意向を表明。同年11月10日に行われた市長選挙は5選を目指す現職の中川清との一騎打ちとなった。市内の自民党の2つの地域支部は中川、安藤をそれぞれ推薦したため保守分裂選挙となるも、国民民主党の推薦と立憲民主党の支持を受けた中川を破り初当選した。11月22日、市長に就任。
※当日有権者数：116,834人 最終投票率：37.35%（前回比：8.93pts）
| 候補者名   | 年齢 | 所属党派 | 新旧別 | 得票数   | 得票率 | 推薦・支持                            |
| ---------- | ---- | -------- | ------ | -------- | ------ | ------------------------------------- |
| 安藤真理子 | 58   | 無所属   | 新     | 23,610票 | 54.71% |                                       |
| 中川清     | 74   | 無所属   | 現     | 19,541票 | 45.29% | （推薦）国民民主党 （支持）立憲民主党 |

2023年（令和5年）10月23日、任期満了に伴う土浦市長選挙は新人で家庭教師の小野勉を大差で破り再選。
※当日有権者数：117,034人 最終投票率：28.84%（前回比：8.51pts）
| 候補者名   | 年齢 | 所属党派 | 新旧別 | 得票数   | 得票率 | 推薦・支持 |
| ---------- | ---- | -------- | ------ | -------- | ------ | ---------- |
| 安藤真理子 | 62   | 無所属   | 現     | 29,530票 | 89.13% |            |
| 小野勉     | 61   | 無所属   | 新     | 3,610票  | 10.87% |            |

## 市政

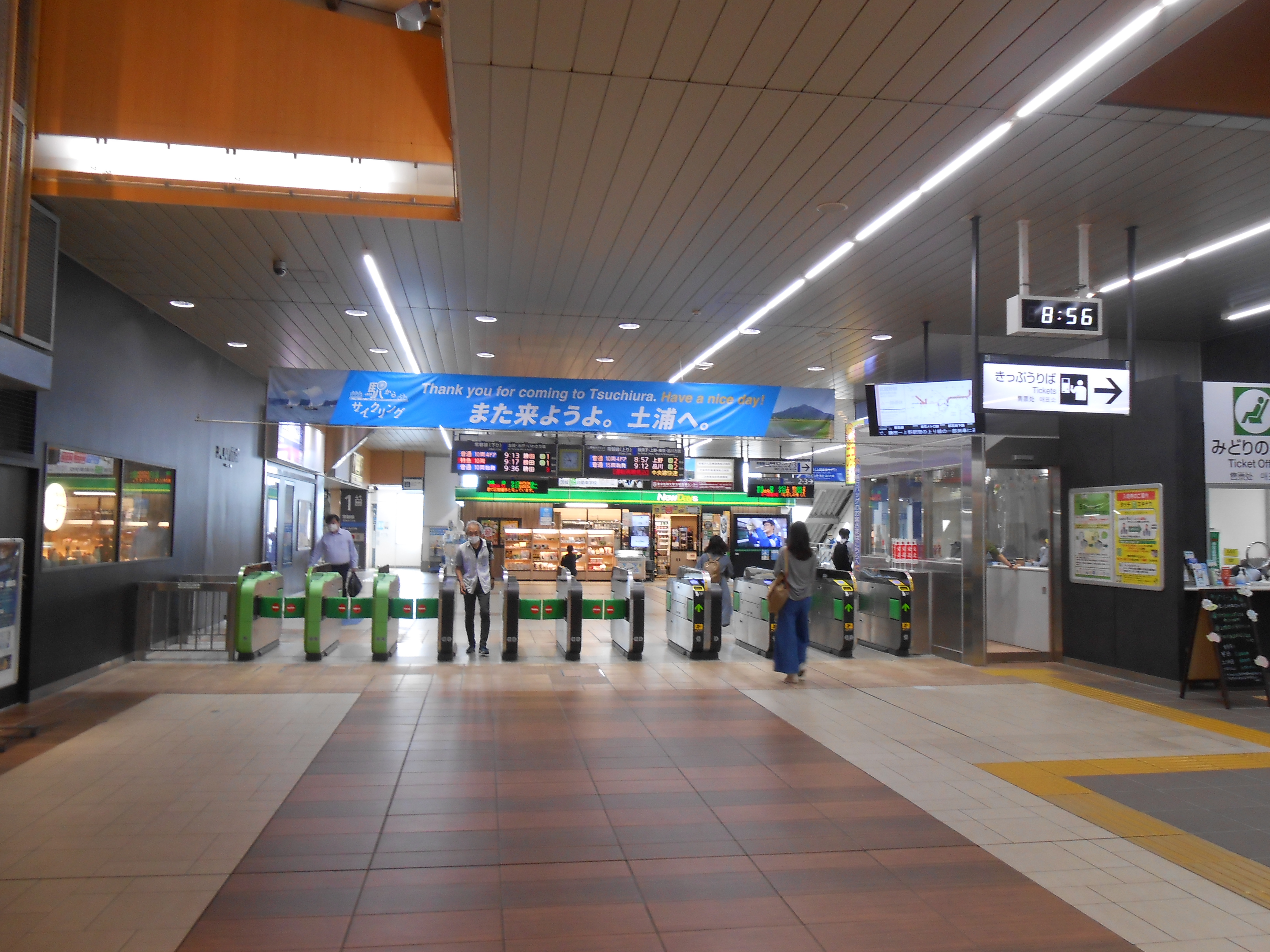
安藤氏が市長になった後の常磐線土浦駅改札口の様子（2021年6月28日）。天井付近の垂れ幕に「また来ようよ。土浦へ。」と記載されている。

- 2020年（令和2年）6月18日、新型コロナウイルス対策の財源に充てるため、自身の7月から10月までの月額給与を10％減額する条例案を市議会定例会に提出した。副市長と教育長についても10％減額する[10]。同日、同条例案は全会一致で可決された[11]。